# Bollewick
Bollewick [boˈleːvɪk] ist eine Gemeinde und „Bioenergiedorf“ im Südwesten des Landkreises Mecklenburgische Seenplatte in Mecklenburg-Vorpommern. Sie wird vom Amt Röbel-Müritz mit Sitz in der Stadt Röbel/Müritz verwaltet.

## Geografie
Die Gemeinde Bollewick liegt in der Mecklenburgischen Seenplatte, wenige Kilometer südwestlich der Müritz. Das Gemeindegebiet zwischen Müritz und oberer Elde ist durch Felder, kleine Wälder und Seen gekennzeichnet, die höchste Erhebung bildet der Mohrberg mit knapp 112 m ü. NN. Zwei Siedlungsachsen bestimmen die Gemeinde: in Nord-Süd-Richtung an der Landstraße von Röbel/Müritz nach Wredenhagen und in Ost-West-Richtung in einem weiten Bogen von Erlenkamp nach Spitzkuhn. Die Stadt Röbel ist nur drei Kilometer entfernt.
Umgeben wird Bollewick von den Nachbargemeinden Röbel/Müritz im Norden und Osten, Melz im Südosten, Kieve im Süden, Eldetal im Südwesten sowie Bütow im Westen.
Zu Bollewick gehören die Ortsteile Nätebow, Spitzkuhn und seit dem 7. Juni 2009 auch Kambs und Wildkuhl.

## Geschichte
Bollewick
Der Name Bollewick mit seinen Bestandteilen bolle (rund, bauchig) und wick (germ. Suffix wig, wik = Platz bzw. Dorf, entlehnt aus lateinisch vicus = Dorf) bedeutet also Runddorf.
Von der frühen Besiedlung des Gebietes zeugen zwei Großsteingräber in der Nähe des Dorfes. Bollewick wurde als Ortsteil von Nedebuh (heute Nätebow) im 13. Jahrhundert durch den Ritter von Werle Konrad Büne gegründet. Die Ersterwähnung stammt vom 21. Januar 1261. Das Dorf befand sich jedoch damals etwa 1200 Meter weiter westlich am fast kreisrunden Wackstower See.
Der Standort wurde aufgegeben wahrscheinlich wegen des hohen Grundwasserstandes am Seeufer. Bereits zu Anfang des Dreißigjährigen Krieges stand das Dorf wüst. Bollewick wurde ab dem 18. Jahrhundert als langgezogenes Straßendorf an der jetzigen Stelle angelegt. Nach oftmaligem Besitzerwechsel und allmählichem Wiederaufbau wurde die Gemeinde Anfang der 1930er Jahre verstärkt aufgesiedelt.
Kambs
Das Patronat der Kirche von Kambs erhielt im Mittelalter um 1330 durch Tausch Bischof Heinrich von Havelberg von Fürst Johann III. von Werle. Das Dorf befand sich seit 1295 teilweise in der Hand der Familie von Ketelhodt deren Besitz 1790 an die Familie von Flotow. überging; bald danach war es bis 1945 eine herzogliche/staatliche Domäne. Die Familien von Moltke und von Maltzan und im 15. Jahrhundert die Familien von Rohr, von Knuth und Reichknecht besaßen Anteile am Dorf. Das Gutshaus, ein eingeschossiger Fachwerkbau vom Anfang des 18. Jahrhunderts, ist nach 1945 verfallen. Ein alter Guts-Pferdestall ist heute ein Wohnhaus.

## Politik

### Gemeindevertretung und Bürgermeister
Der Gemeinderat besteht (inkl. Bürgermeisterin) aus neun Mitgliedern. Die Wahl zum Gemeinderat am 26. Mai 2019 hatte folgende Ergebnisse:
| Partei/Bewerber              | Prozent | Sitze |
| ---------------------------- | ------- | ----- |
| Wählergruppe Kambs-Wildkuhl  | 35,76   | 3     |
| Wählergemeinschaft Bollewick | 30,14   | 3     |
| Einzelbewerber Priestaff     | 17,25   | 1     |
| Einzelbewerber Ladewig       | 14,05   | 1     |

Bürgermeisterin der Gemeinde ist Antje Styskal, sie wurde mit 74,86 % der Stimmen gewählt.

### Dienstsiegel
Die Gemeinde verfügt über kein amtlich genehmigtes Hoheitszeichen, weder Wappen noch Flagge. Als Dienstsiegel wird das kleine Landessiegel mit dem Wappenbild des Landesteils Mecklenburg geführt. Es zeigt einen hersehenden Stierkopf mit abgerissenem Halsfell und Krone und der Umschrift „GEMEINDE BOLLEWICK“.

## Sehenswürdigkeiten
- Scheune Bollewick von 1881, Wahrzeichen der Gemeinde, ist mit 125 × 34 Metern Grundfläche die größte Feldsteinscheune Deutschlands. Bis 1991 wurde sie landwirtschaftlich genutzt, dann  als Veranstaltungszentrum mit Hotel und Ladenzeilen umgebaut
- frühgotische, kreuzrippengewölbte Dorfkirche Nätebow aus Backstein, einst Wehrkirche, dann mehrfach umgebaut bzw. erweitert. Ausstattung: Schnitzaltar von 1522, Patronatsloge vom 17. Jahrhundert
- gotische Dorfkirche Kambs aus Feldstein und  mit Gewölbe aus dem 13. Jahrhundert; der schiffsbreite Westturm und die  Vorhalle aus dem 14. Jahrhundert
- Gutsanlage Wildkuhl (um 1883) mit Gutshaus aus Fachwerk, heute soziale Hofgemeinschaft mit 82 ha großer Parkanlage
- Gemarkung Spitzkuhn gehört zum europäischen Vogelschutzgebiet DE 2642-401, sowie Natura 2000 Gebiet
- Mohrberg in Spitzkuhn mit 112 m ü.NN höchste Erhebung im Amt Röbel, mit Jahrhunderteiche, schützenswertes Landschaftsbild
- 2006 angelegter Irrgarten in Bollewick[9]
- zwei Großsteingräber in Spitzkuhn
- Großsteingrab Bollewick 1

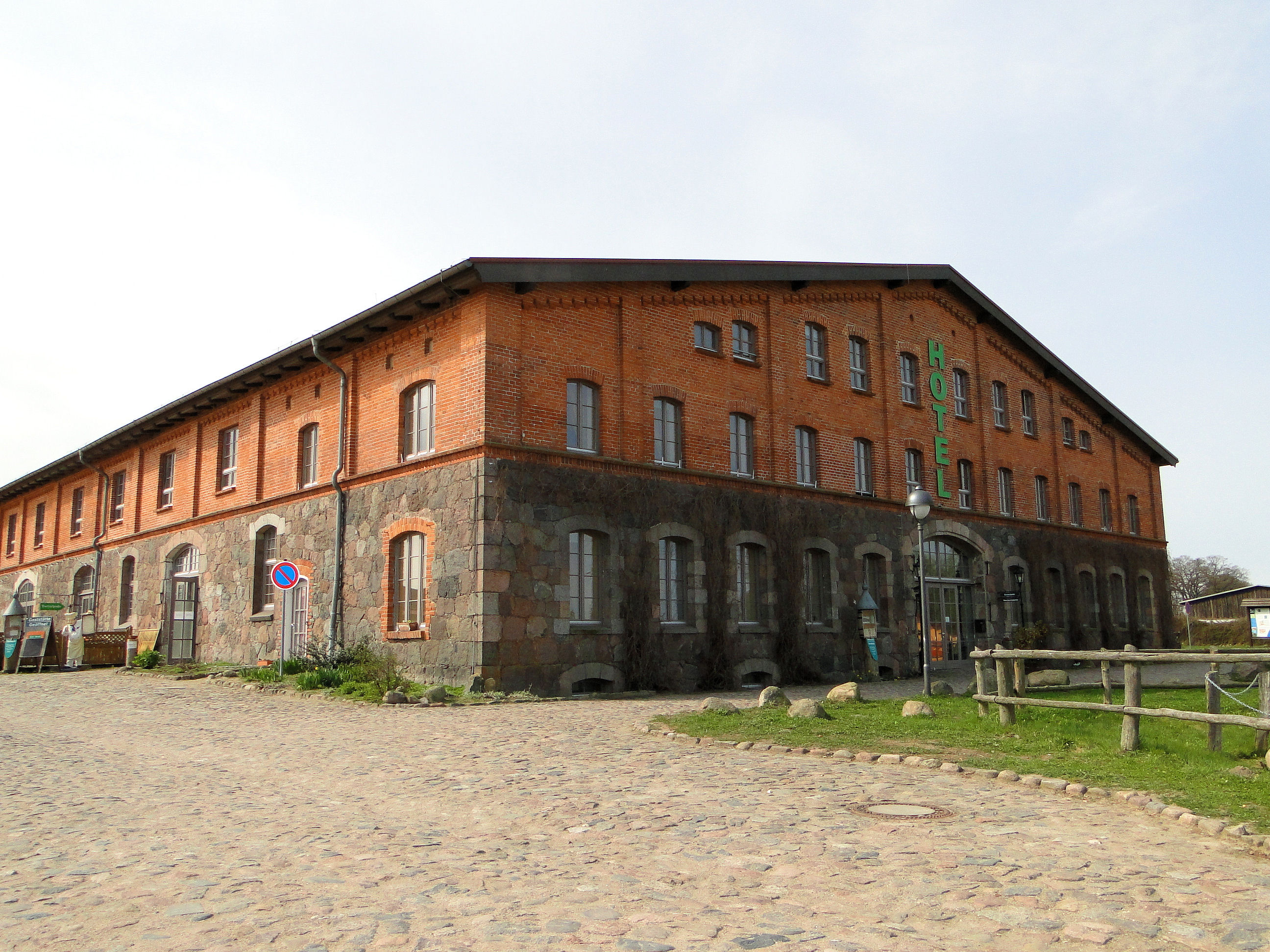
Scheune Bollewick
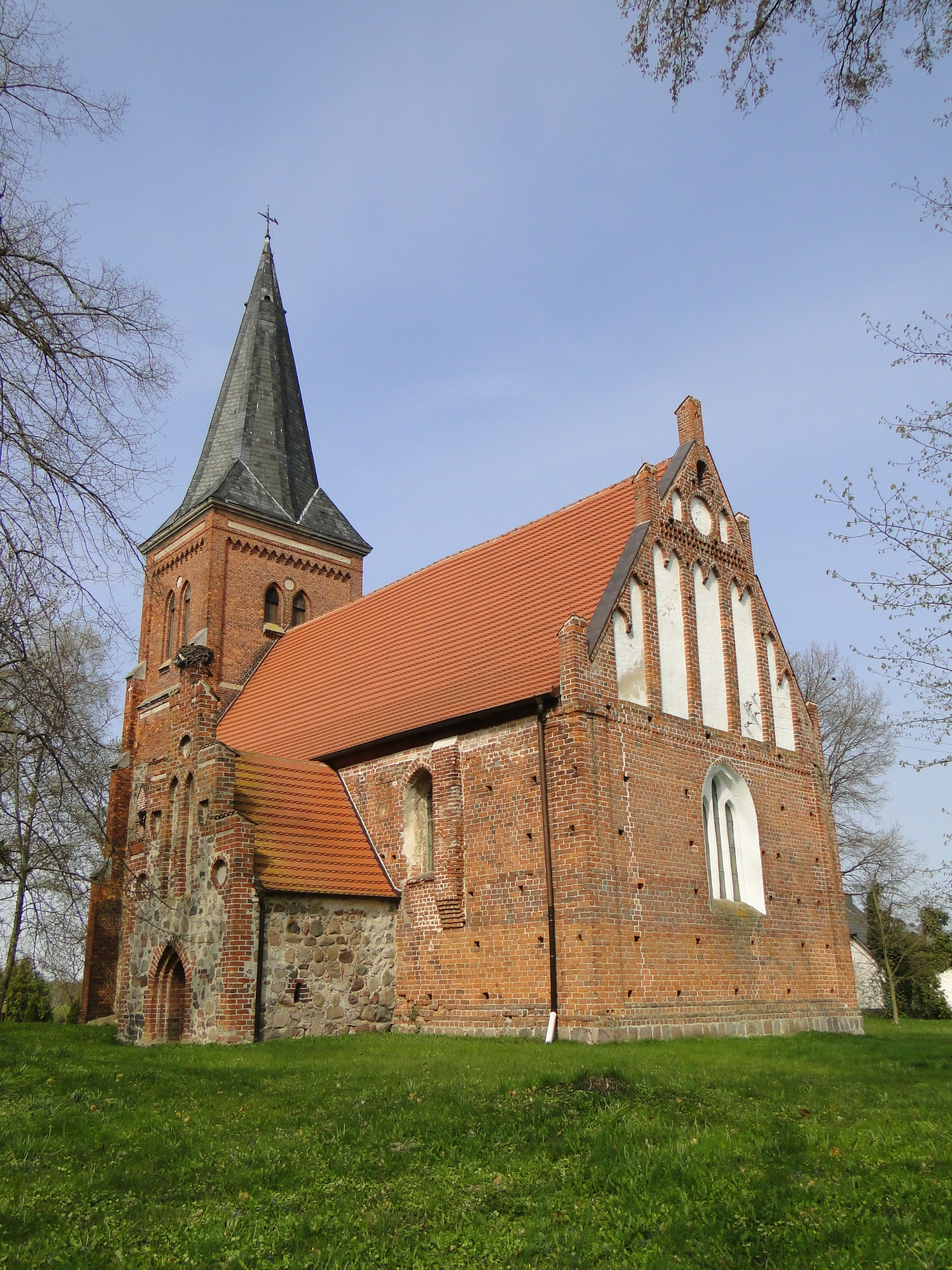
Dorfkirche Nätebow
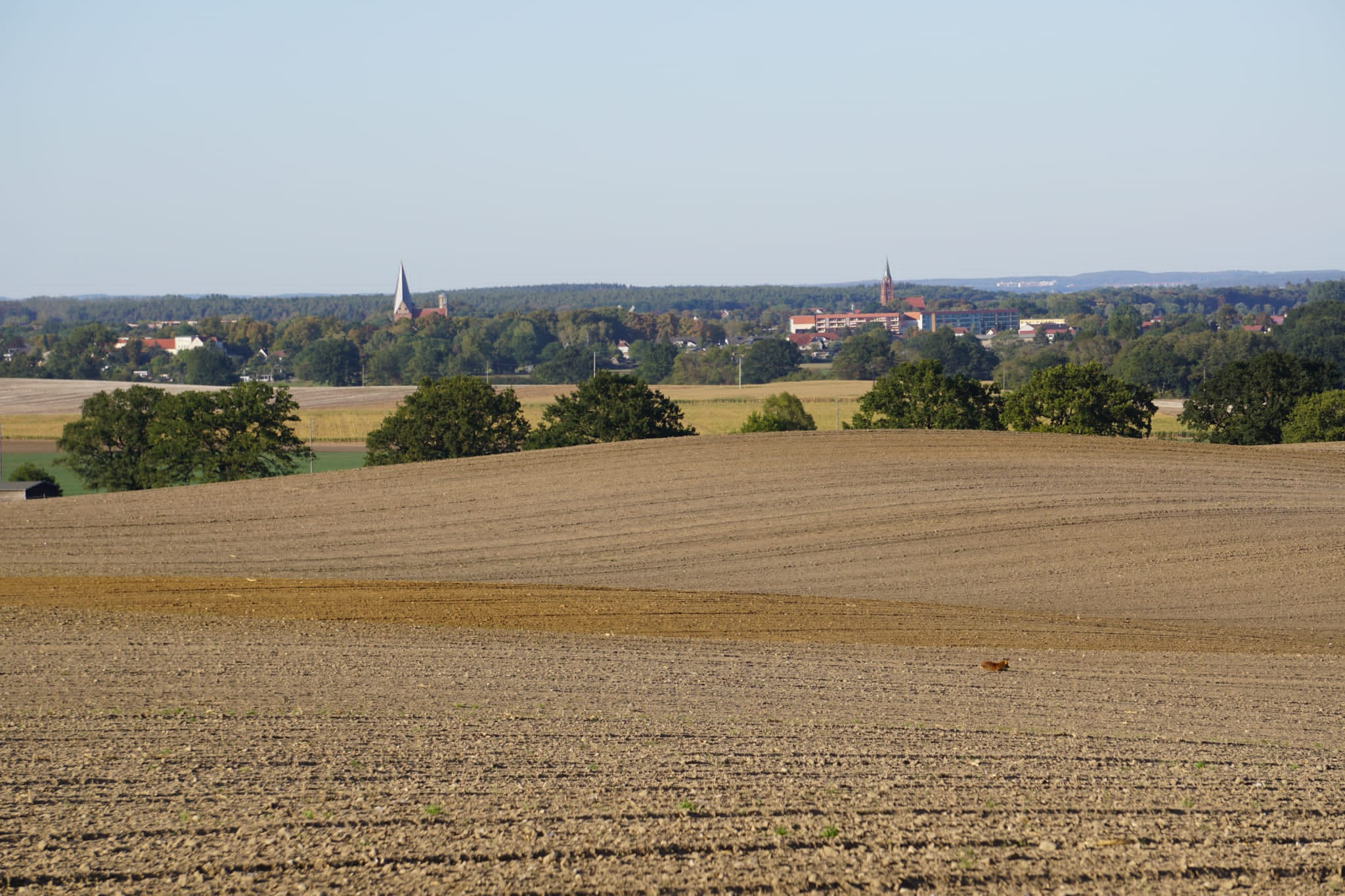
Mohrberg in Spitzkuhn (Blick Richtung Röbel)
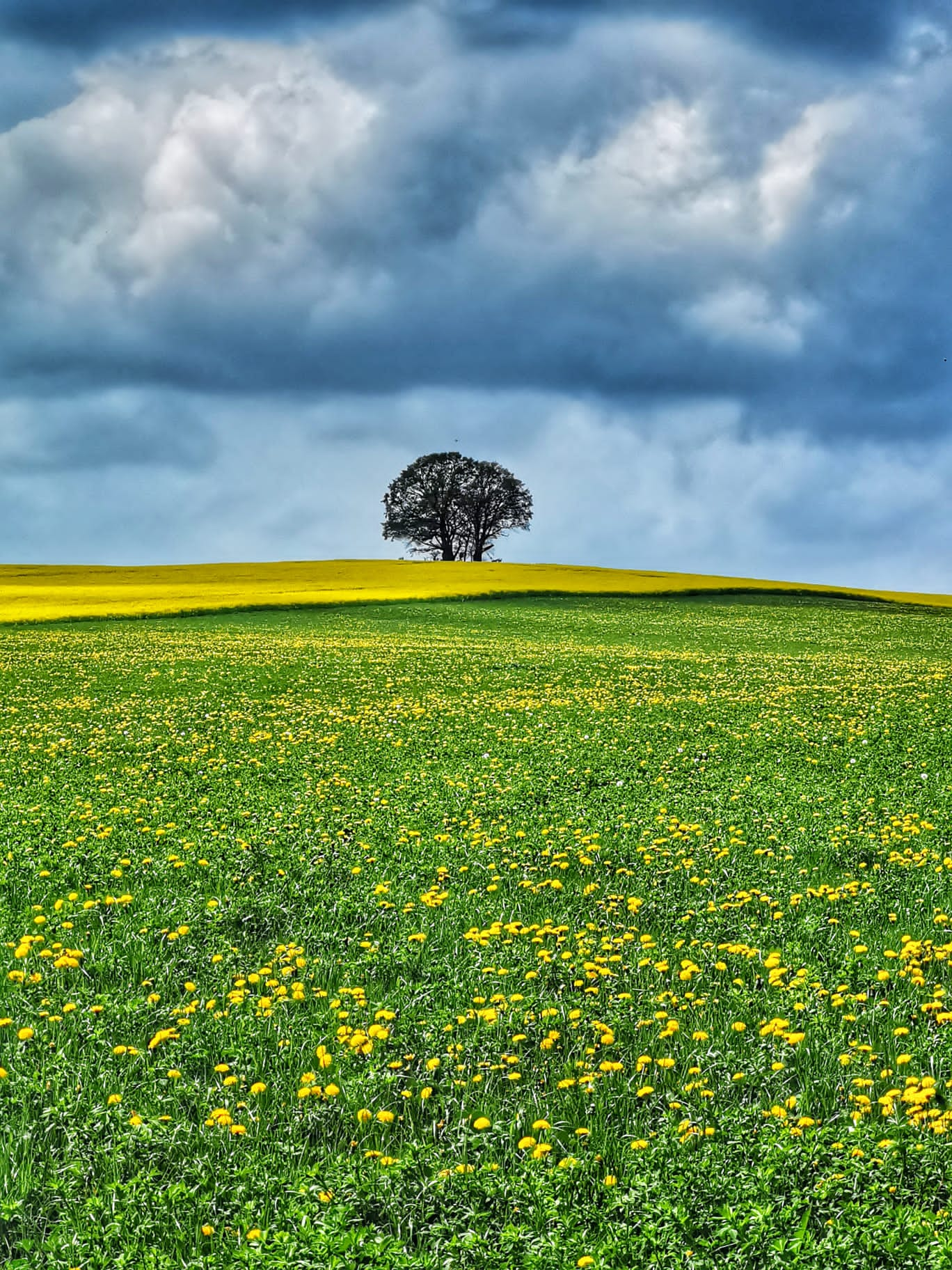
Eiche in Spitzkuhn
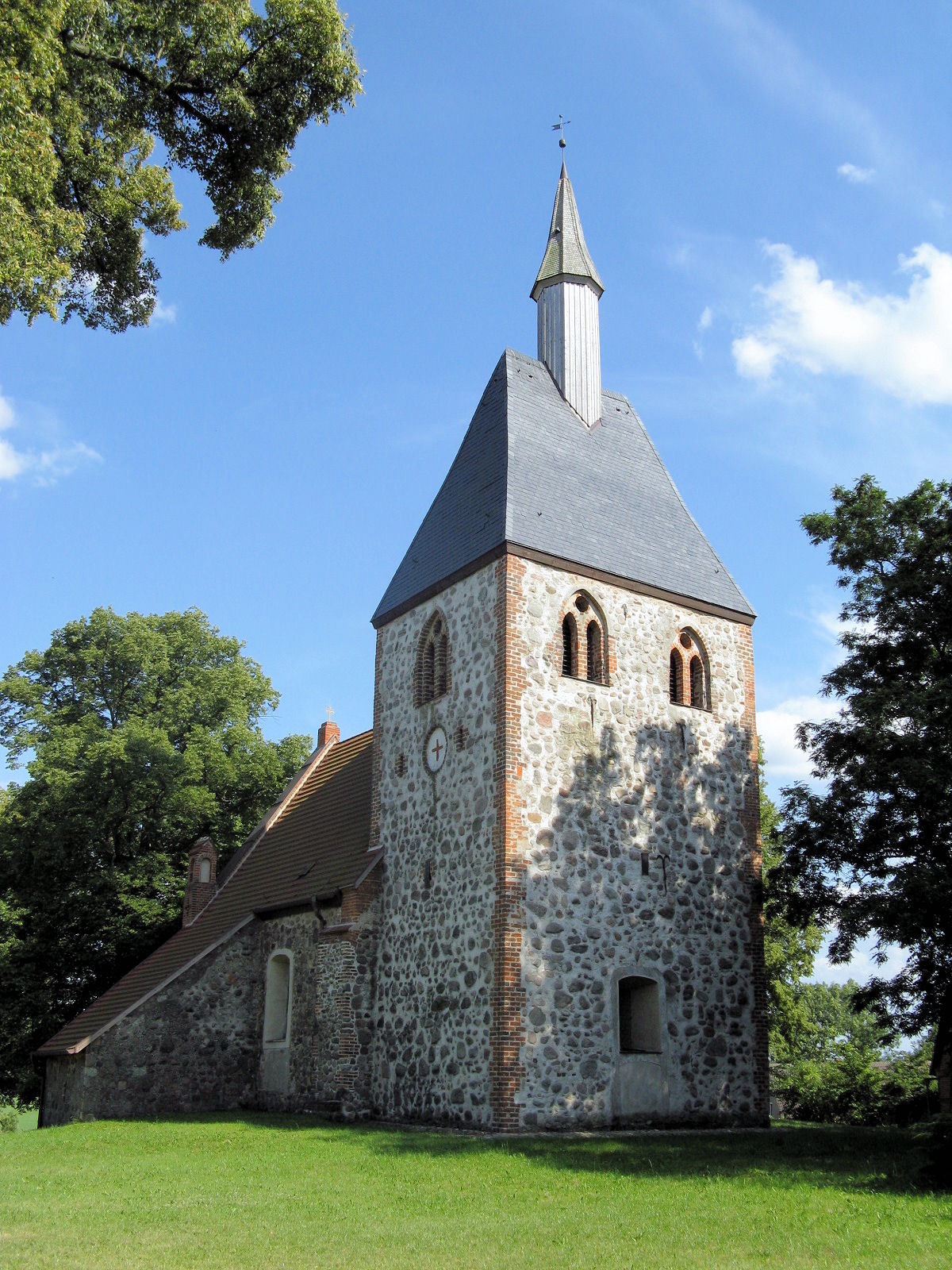
Dorfkirche Kambs
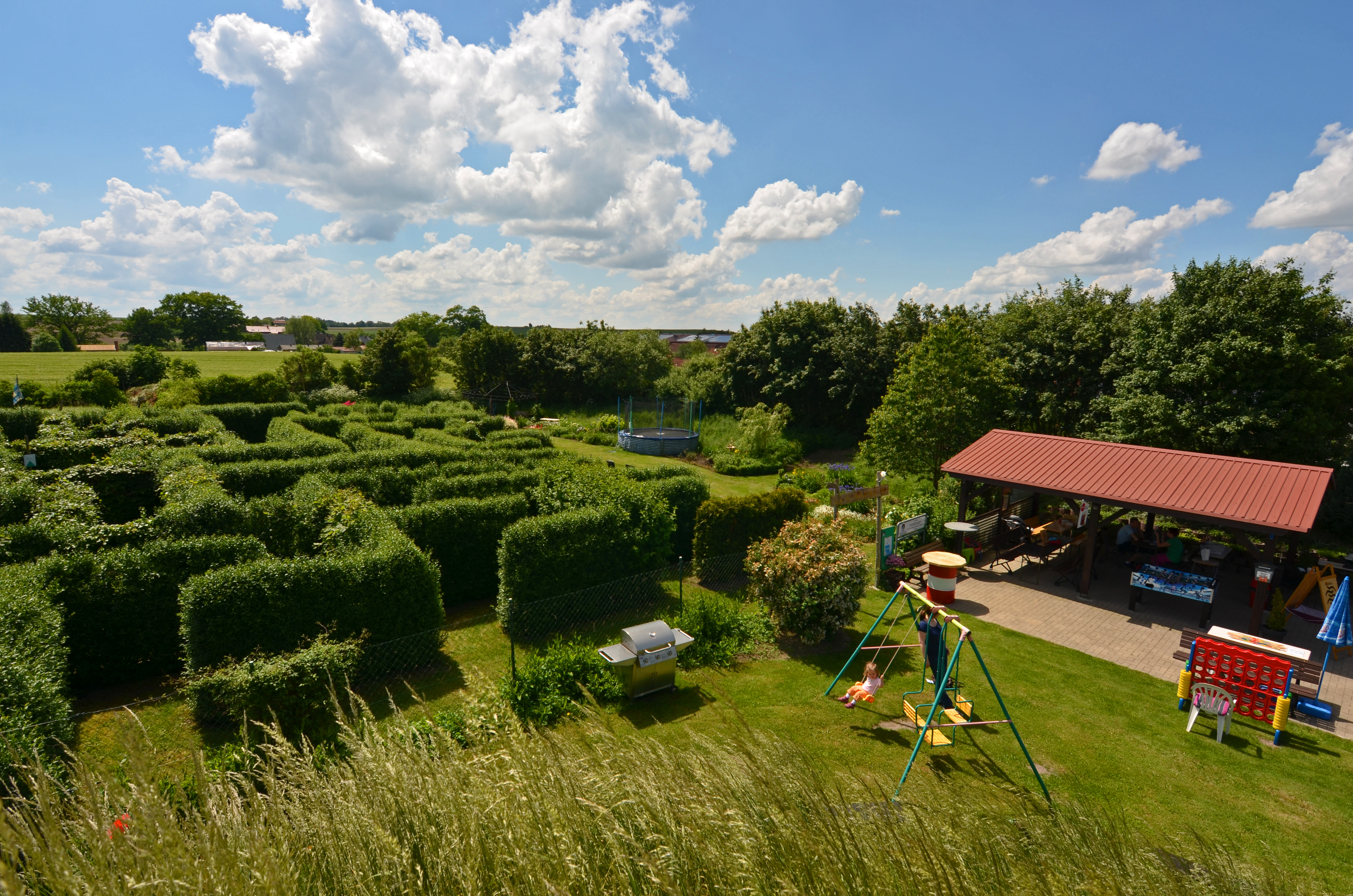
Teil des Irrgartens Bollewick

## Wirtschaft und Infrastruktur
Mit vielen Einfamilienhäusern und neu erschlossenen Wohngebieten hat sich Bollewick mittlerweile zu einem attraktiven Dorf entwickelt, in dem sich viele Gewerbetreibende niedergelassen haben. Der Fremdenverkehr spielt neben der Landwirtschaft die größte Rolle.

### Bioenergiedorf
Am 6. Juli 2010 wurde auf dem Milchwirtschaftshof eines zugezogenen niederländischen Bauern in Anwesenheit der Bundeslandwirtschaftsministerin Ilse Aigner und des Landeslandwirtschaftsministers Till Backhaus ein Grund- und Gedenkstein für die Errichtung der ersten Biogasanlage in Bollewick gelegt. Sie soll dazu beitragen, dass der Ort in absehbarer Zeit als Bioenergiedorf ein autarkes Nahwärmenetz erhält. Seit Februar 2013 versorgt die Abwärme der Anlage, die vor allem Strom erzeugt, 54 Haushalte und ersetzt das Heizen mit Gas und Öl.

### Verkehrsanbindung
Bollewick liegt an der Verbindungsstraße von Röbel/Müritz zur Bundesstraße 198. Die Autobahn-Anschlussstelle Röbel der  Bundesautobahn 19 (Wittstock/Dosse–Rostock) ist etwa acht Kilometer entfernt. Die nächsten Bahnhöfe befinden sich in Malchow und Waren (Müritz).